# Roberto Gomez (poolspeler)
Roberto Gomez (Zamboanga City, 5 oktober 1978) is een Filipijns pool-biljarter. Gomez haalde in 2007 in Manilla verrassend de finale van het wereldkampioenschap 9-ball nadat hij zich voor het hoofdtoernooi gekwalificeerd had via het kwalificatietoernooi in Quezon City. In de finale verloor hij met 15-17 verloor van de Engelsman Daryl Peach.
Gomez heeft in de poolwereld de bijnaam Superman.

## Erelijst
Winnaar van:
- Norway Open 2007
- Manny Pacquiao Cup 10 Ball Open 2007
- Kuwait 8-ball Championship 2004
- Kuwait 9-ball Championship 2004
- San Pablo 9-ball Open Championship 2003